# Thomas Illi
Thomas Illi (* 2. Dezember 1957 in Horgen) ist ein Schweizer Publizist und Sachbuchautor.
Er beschäftigt sich hauptsächlich mit Themen aus den Bereichen Justiz, Genealogie und Ortsgeschichte. Illi war zwischen 1982 und 1999 als Wirtschaftsredaktor und Gerichtsreporter unter anderem bei der Wirtschaftszeitung Cash, beim Zürcher Tages-Anzeiger und bei der Zeitschrift Schweizerischer Beobachter tätig.
Danach arbeitete Thomas Illi als Inhaber einer eigenen Beratungsfirma, freischaffender Journalist und Initiant verschiedener Medienprojekte. Seit Juni 2014 leitet er die Aargauer Redaktion der Zeitung reformiert. In seiner Wohngemeinde Bubikon amtiert Thomas Illi seit 2018 als Mitglied und Vizepräsident des Gemeinderats.

## Werke
- Die Akte S. – ein Wirtschaftsanwalt im Visier der Justiz. Orell Füssli, Zürich 2001, ISBN 3-280-02678-4
- Die Kaltbrunner Glaus. Books on Demand, Norderstedt 2009, ISBN 978-3-8391-2065-1
- Die Calfeiser Glaus. Books on Demand, Norderstedt 2009, ISBN 978-3-8391-4416-9